# Jackie Gayle
Jackie Gayle (1 de marzo de 1926 - 23 de noviembre de 2002), nacido Jack Potovsky, fue un comediante y actor estadounidense. Actuó como comediante durante 40 años, apareciendo en clubes nocturnos y en Las Vegas, incluso trabajando como telonero de artistas como Frank Sinatra y Tony Bennett. También apareció en más de 20 episodios de The Dean Martin Celebrity Roast. Sus créditos como actor incluyen Tin Men de Barry Levinson (1987), Broadway Danny Rose de Woody Allen (1984) y Bulworth de Warren Beatty (1998), entre otras.

## Filmografía parcial
- The Seven Minutes (1971) - Norman Quandt
- Wacky Taxi (1972) - Operador de cine
- Mafia on the Bounty (1980) - Pinky / Capitán Bligh
- Tempest (1982) - Trinc
- Broadway Danny Rose (1984) - Jackie Gayle
- Tin Men (1987) - Sam
- Plain Clothes (1987) - Entrenador Zeffer
- Bert Rigby, You're a Fool (1989) - I.I. Perlestein
- Mr. Saturday Night (1992) - Gene
- Bulworth (1998) - Macavoy, Chofer de Bullworth